# Sant’Efisio
Sant' Efisio (‚Sankt Ephisius‘) ist das Fest, das alljährlich vom 1. bis 5. Mai in Cagliari, der Hauptstadt der Autonomen Region Sardinien, gefeiert wird. Der wichtigste Tag ist der 1. Mai, an dem der Heilige Ephysius aus seiner Stammkirche Sant'Efisio im historischen Viertel Stampace in einer feierlichen Prozession auf der ersten Etappe der Reise zu seinem Martyrium, die ihn bis nach Pula führen wird, ins kleine Fischerdorf Giorgino vor den Toren von Cagliari begleitet wird.

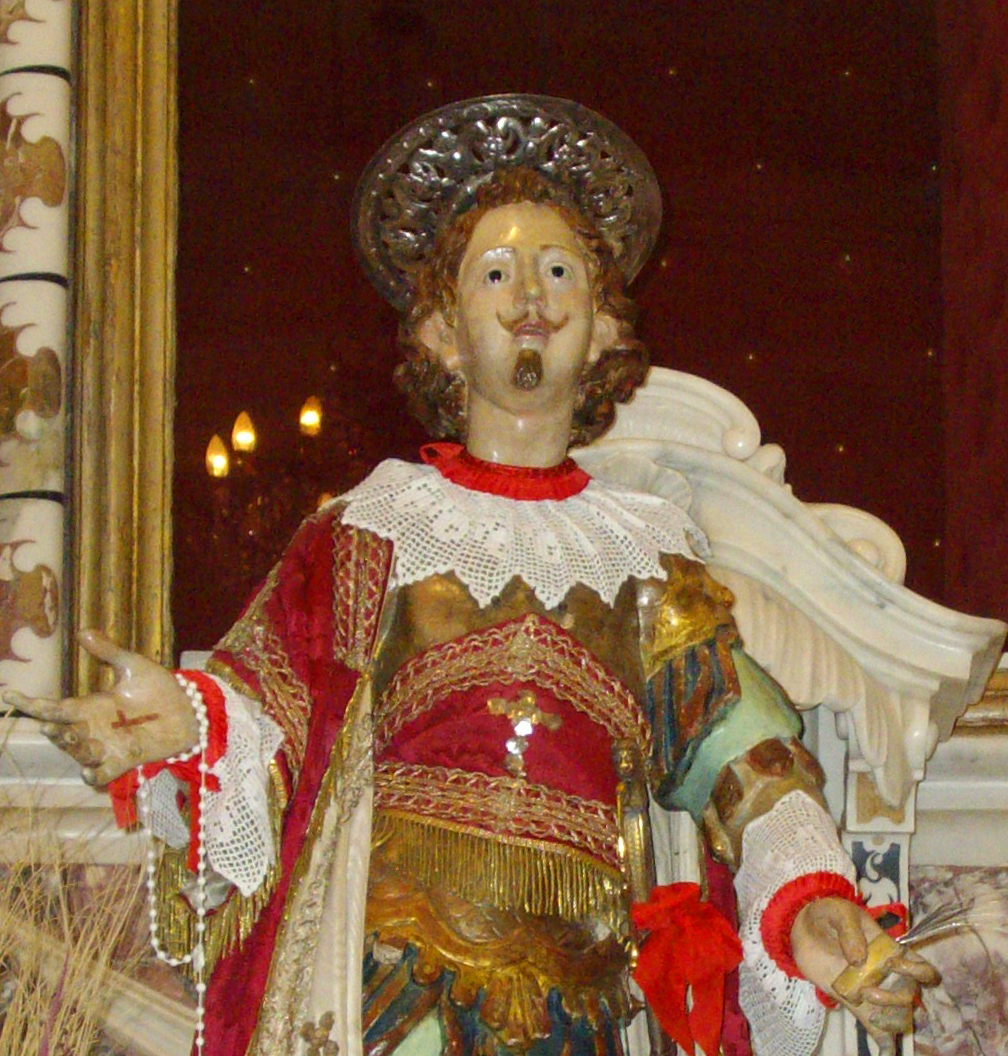
Sant'Efisio di Cagliari

Bei der Gelegenheit präsentieren sich die verschiedenen sardischen Folkloregruppen der ganzen Insel in ihren farbenprächtigen Trachten.
Der Brauch existiert seit 350 Jahren, da die Stadt damals ein Gelübde abgelegt hatte, um den Heiligen für die Vertreibung der Pest zu danken, die die Bevölkerung vier Jahre lang dezimiert hatte.